# Kevin Álvarez
Kevin Álvarez (3 de agosto de 1996) é um futebolista profissional hondurenho que atua como defensor, atualmente defende o CD Olimpia.

## Carreira

### Rio 2016
Kevin Álvarez integrou o elenco da Seleção Hondurenha de Futebol nas Olimpíadas de 2016, que ficou na quarta posição.